# Château de la Haute-Cour
Le château de la Haute-Cour est situé dans le bocage vendéen, dans la commune de Réaumur, dans le département de la Vendée, en région Pays de la Loire, en France.

## Histoire
Le château et seigneurie de la Haute-Cour, a été bâti à côté de l'église fortifiée du XVe siècle Saint-Pierre, dans le bourg de Réaumur.

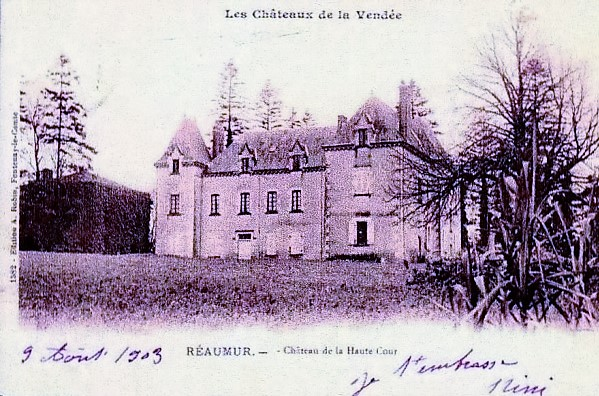
Le château de la Haute-Cour en 1903.

Raoul de Vexiau, maire de Réaumur et président du conseil général de la Vendée en 1918, est le propriétaire du château fin XIXe et début XXe siècle. Son fils adoptif, le vicomte Jean de Tinguy de Vexiau y habite de 1929 à 1949. À l'époque la propriété comprenait un grand jardin, et les communs avaient une étable avec plusieurs vaches laitières.
En 1860, au château de la Haute-Cour, un souterrain refuge a été découvert par Léon Audé ,, maire de la Roche-sur-Yon, secrétaire général de la Vendée (1815-1870) et historien local vendéen.

## Propriétaires successifs
- Raoul de Vexiau (1841-1929), maire de Réaumur
- 1929 - Jean de Tinguy de Vexiau (né Tinguy de Nesmy) (1895-1987), maire de Réaumur de janvier 1930 à mars 1945 (démissionnaire)[8],[9], et son épouse Marie Savary de Beauregard.
- 1987 - Famille Darde.
- 1995 - Famille Barrier.

### Sources
- Archives culturelles - Commune de Réaumur